# Горпинка
Горпинка (укр. Горпинка) — река во Львовском районе Львовской области, Украина. Левый приток Западного Буга (бассейн Вислы).
Длина реки 20 км, площадь бассейна 69,3 км². Река типично равнинная. Долина широкая, местами заболоченная, поросшая лугами. Русло слабоизвилистое, на значительной протяженности канализированное и выпрямленное, дно преимущественно илистое.
Берёт начало южнее села Акимов (вытекает из большого пруда). Течёт в пределах Надбужанской котловины преимущественно на север, местами на северо-восток. Впадает в Западный Буг на западной окраине села Тадани.